# Kruitfabriek Kollumerwaard
Kruitfabriek Kollumerwaard was een kruitfabriek die bestaan heeft van 1986 tot 1990 en gelegen was in de Kollumerwaard, aan zuidzijde van het Lauwersmeer in de Nederlandse provincie Friesland. Het terrein omvat 78 hectare en ligt tegen het nationaal landschap Lauwersmeer aan.

## Geschiedenis

### Bouw
Het complex was eigendom van de kruitfabriek Muiden Chemie en werd gebouwd na een ongeluk in de kruitfabriek in Muiden in 1983. Na het ongeluk, waarbij drie Surinaamse medewerkers omkwamen, werd gezocht naar een vervangende plek. De gemeente Muiden wilde niet meewerken, waarop de gemeente Kollumerland in 1985 met het aanbod kwam om de fabriek daar te huisvesten (in verband met de 100 arbeidsplaatsen die de fabriek zou opleveren). In 1986 werd begonnen met het 20 miljoen gulden kostende complex. Het kreeg een omvang van 70 hectare naast een nog te realiseren militair schietterrein en er zouden nieuwe kruitsoorten volgens een nieuw procedé worden getest. De provincie Friesland was ook erg enthousiast en de dienst Domeinen bood een investeringspremie van 4 miljoen gulden. In 27 februari 1986 gaf de Raad van State goedkeuring voor de bouw. Drie milieuorganisaties probeerden de plannen nog te verhinderen, maar zonder resultaat. De fabriek werd gebouwd en werd in bedrijf gesteld. 

### Sluiting
In 1987 bleek dat Muiden Chemie inclusief de vestiging in de Kollumerwaard hadden meegewerkt aan illegale kruitleveranties aan Iran, dat op dat moment de Irak-Iranoorlog uitvocht met buurland Irak en waarvoor een VN-wapenembargo gold. Het bedrijf kreeg meteen een exportverbod, waardoor het ineens met een grote partij kruit kwam te zitten en grote verliezen draaide. Daarop volgde een boete van 3 miljoen gulden waarvan 2,1 voorwaardelijk. De markt voor kruit was ook volledig ingestort en toen Gorbatsjov ook nog een ontspanningspolitiek ging voeren was het helemaal afgelopen. De voorraden kruit stapelden zich op en de werknemers werden naar huis gestuurd. In november 1990 werd de hele productie stopgezet in alle fabrieken van Muiden Chemie en in december ging het bedrijf failliet en kwamen de 100 werknemers op straat te staan. De commissaris van de Koningin Hans Wiegel deed nog een poging om de fabriek open te houden, maar tevergeefs. Sindsdien staat het complex weg te rotten in het bos.

### Plannen voor het terrein
Na de sluiting bleef het terrein met de gebouwen bestaan en raakte in verval. Niets werd er opgeruimd en zelfs bleef gevaarlijk materiaal achter. Het aanwezige hekwerk vormde zonder beveiliging geen belemmering voor vandalen en inbrekers, die een grote ravage achterlieten.
Sinds de sluiting zijn er verschillende plannen geweest voor het complex, zoals de bouw van een gevangenis, dierentuin, attractiepark, vuurwerkfabriek, windmolenpark, de nieuwe locatie van zeehondencrèche Lenie 't Hart, de plaatsing van een aantal schotelantennes (Grondstation Marnewaard) en als plek voor pootaardappels.
In 2005 werd het terrein verkocht aan de Houtense projectontwikkelaar Phanos Molenland BV, die plannen had voor de aanleg van het zorgvakantiepark 'Lauwershage' op het terrein. Dit zou het eerste vakantiepark van Nederland moeten worden dat speciaal was toegerust op zorgbehoevenden. Het park met ongeveer 350 huisjes moest 180 directe en 50 indirecte banen opleveren. Staatsbosbeheer was echter tegen omdat zij vreesde voor verstoring van de vogels en het Lauwersmeergebied vrij wilde houden van te veel nieuwe projectontwikkelingen, zoals Esonstad en Villapark Lauwerssee. De start van de bouw van Lauwershage werd in 2008 vastgesteld op 2010, maar in 2011 werd het plan definitief afgeblazen nadat de gemeente Kollumerland c.a. haar steun introk. 
De gemeente wil sinds het afblazen van het plan van Phanos geen nieuw recreatiepark meer en wil alleen nog meewerken aan een bestemming als landbouwgrond of natuur. In 2014 werd het bos voor een groot deel gekapt. In 2018 werden plannen bekend gemaakt voor het omvormen van het terrein tot een van de grootste zonneparken van Nederland. De aanwezigheid van vleermuizen in de oude gebouwen en boommarters en damherten op andere delen van het terrein en de herplantplicht voor gekapte bomen leidden echter tot een conflict met de provincie en zorgden ervoor dat ook dit plan onzeker is geworden.